# Campeonato Brasileño de Fútbol 2001
El Campeonato Brasileño de Fútbol 2001 fue la 46.ª edición del Campeonato Brasileño de Serie A. El mismo comenzó el 1 de agosto de 2001 y finalizó el 23 de diciembre del corriente año.
El título se decidió en favor del Atlético Paranaense, que ganó su primer título en su historia.

## Formato
- Primera fase: Los 28 equipos jugaron entre sí una vez. los primeros 8 equipo que más puntos lograron (3 por victoria y 1 por empate) pasaron a la fase final del torneo.

- Fase final: Los cuartos de final y las semifinales, se jugaron a partido único con ventaja para el equipo con la mejor campaña, en la final, a doble partido con ventaja de campo en el segundo juego y la doble ventaja para el equipo con la mejor campaña.

- Descenso: Los 4 equipos con menos puntos descendieron al Campeonato Brasileño de Serie B del año siguiente.

## Ascensos y descensos
En esta temporada no hubo ascensos ni descensos porque en el campeonato pasado se jugó la Copa João Havelange (en honor al expresidente de la CBF). los equipos descendidos en el Campeonato Brasileño de 1999 se les permitió jugar esta temporada, sumando a estos al São Caetano subcampeón de la Copa João Havelange.

## Clasificación de la primera fase
| Pos | Equipo                  | Pts | PJ | PG | PE | PP | GF | GC | Dif |
| --- | ----------------------- | --- | -- | -- | -- | -- | -- | -- | --- |
| 1   | São Caetano             | 59  | 27 | 18 | 5  | 4  | 48 | 25 | +23 |
| 2   | Atlético Paranaense     | 51  | 27 | 15 | 6  | 6  | 58 | 40 | +18 |
| 3   | Fluminense              | 51  | 27 | 14 | 9  | 4  | 44 | 29 | +15 |
| 4   | Atlético Mineiro        | 49  | 27 | 15 | 4  | 8  | 50 | 34 | +16 |
| 5   | Grêmio                  | 47  | 27 | 14 | 5  | 8  | 39 | 29 | +10 |
| 6   | Ponte Preta             | 47  | 27 | 13 | 8  | 6  | 53 | 48 | +5  |
| 7   | São Paulo               | 46  | 27 | 13 | 7  | 7  | 48 | 34 | +14 |
| 8   | Bahia                   | 45  | 27 | 13 | 6  | 8  | 43 | 38 | +5  |
| 9   | Internacional           | 40  | 27 | 12 | 4  | 11 | 38 | 40 | -2  |
| 10  | Goiás                   | 39  | 27 | 12 | 3  | 12 | 38 | 32 | +6  |
| 11  | Vasco da Gama           | 39  | 27 | 10 | 9  | 8  | 57 | 36 | +21 |
| 12  | Palmeiras               | 38  | 27 | 12 | 3  | 13 | 40 | 47 | +7  |
| 13  | Portuguesa              | 37  | 27 | 11 | 4  | 12 | 31 | 33 | +2  |
| 14  | Paraná Clube            | 36  | 27 | 11 | 3  | 13 | 35 | 37 | -2  |
| 15  | Santos                  | 36  | 27 | 9  | 9  | 9  | 37 | 32 | +5  |
| 16  | Vitória                 | 36  | 27 | 9  | 9  | 9  | 33 | 37 | -4  |
| 17  | Coritiba                | 35  | 27 | 9  | 8  | 10 | 31 | 32 | -1  |
| 18  | Corinthians             | 34  | 27 | 9  | 7  | 11 | 46 | 45 | +1  |
| 19  | Guarani de Campinas     | 33  | 27 | 9  | 6  | 12 | 29 | 45 | -16 |
| 20  | Gama                    | 33  | 27 | 8  | 9  | 10 | 40 | 34 | +6  |
| 21  | Cruzeiro                | 32  | 27 | 9  | 5  | 13 | 36 | 43 | -7  |
| 22  | Juventude               | 30  | 27 | 6  | 12 | 9  | 29 | 37 | -8  |
| 23  | Botafogo                | 29  | 27 | 8  | 5  | 14 | 41 | 51 | -10 |
| 24  | Flamengo                | 29  | 27 | 8  | 5  | 14 | 25 | 38 | -13 |
| 25  | Santa Cruz Recife       | 27  | 27 | 7  | 6  | 14 | 31 | 50 | -19 |
| 26  | America Mineiro         | 25  | 27 | 6  | 7  | 14 | 32 | 46 | -14 |
| 27  | Botafogo Ribeirão Preto | 25  | 27 | 6  | 7  | 14 | 23 | 41 | -18 |
| 28  | Sport Recife            | 19  | 27 | 5  | 4  | 18 | 24 | 46 | -22 |

Pts - puntos; PJ - partidos jugados; PG - ganados; PE - empatados; PP - perdidos; GF - goles a favor; GC - goles en contra; DG - diferencia de goles
|  |                                      |
|  | Equipos clasificados a la fase final |
|  | Equipos descendidos a la Serie B     |

### Partidos
| Portuguesa          | 0 - 1 | Goiás           | do Canindé             | 1 de agosto | 14:30 |
| Botafogo - RJ       | 1 - 1 | América Mineiro | Maracanã               | 1 de agosto | 20:30 |
| Guaraní de Campinas | 1 - 3 | Palmeiras       | Brinco de Ouro         | 1 de agosto | 20:30 |
| Paraná              | 1 - 0 | Cruzeiro        | Durival Britto         | 1 de agosto | 20:30 |
| Internacional       | 0 - 2 | Juventude       | Beira-Río              | 1 de agosto | 20:30 |
| Sport Recife        | 1 - 1 | Fluminense      | Ilha do Retiro         | 1 de agosto | 20:30 |
| Botafogo - SP       | 2 - 2 | São Paulo       | Santa Cruz             | 1 de agosto | 20:30 |
| Gama                | 0 - 0 | Vasco da Gama   | Mané Garrincha         | 1 de agosto | 20:30 |
| Bahía               | 5 - 0 | São Caetano     | Arena Fonte Nova       | 1 de agosto | 20:30 |
| Atlético Mineiro    | 1 - 1 | Coritiba        | Mineirão               | 1 de agosto | 21:00 |
| Flamengo            | 0 - 0 | Ponte Preta     | Municipal Juiz de Fora | 1 de agosto | 21:45 |
| Corinthians         | 2 - 0 | Vitória         | Prudentão              | 1 de agosto | 21:45 |
| Santos              | 1 - 1 | Santa Cruz      | Vila Belmiro           | 2 de agosto | 20:30 |
| Atlético Paranaense | 2 - 0 | Grêmio          | Arena da Baixada       | 2 de agosto | 20:30 |

| Palmeiras       | 2 - 1 | Bahía               | Palestra Itália     | 4 de agosto | 14:30 |
| América Mineiro | 0 - 0 | Portuguesa          | Independência       | 4 de agosto | 14:30 |
| Juventude       | 1 - 4 | Atlético Mineiro    | Alfredo Jaconi      | 4 de agosto | 15:00 |
| Fluminense      | 2 - 0 | Botafogo - SP       | Maracanã            | 4 de agosto | 16:00 |
| Cruzeiro        | 1 - 2 | Atlético Paranaense | Independência       | 5 de agosto | 14:30 |
| Vasco da Gama   | 7 - 1 | Guaraní de Campinas | São Januário        | 5 de agosto | 14:30 |
| São Paulo       | 0 - 0 | Gama                | Morumbí             | 5 de agosto | 14:30 |
| Grêmio          | 2 - 1 | Paraná              | Olímpico Monumental | 5 de agosto | 15:00 |
| Goiás           | 2 - 0 | Flamengo            | Serra Dourada       | 5 de agosto | 16:00 |
| Coritiba        | 3 - 2 | Internacional       | Couto Pereira       | 5 de agosto | 16:00 |
| Ponte Preta     | 2 - 2 | Corinthians         | Moisés Lucarelli    | 5 de agosto | 16:00 |
| São Caetano     | 2 - 0 | Sport Recife        | Anacleto Campanella | 5 de agosto | 16:00 |
| Vitória         | 1 - 1 | Santos              | Barradão            | 5 de agosto | 16:00 |
| Santa Cruz      | 0 - 4 | Botafogo - RJ       | Arena da Baixada    | 5 de agosto | 16:00 |

| Flamengo            | 0 - 1 | Paraná              | Maracanã            | 8 de agosto | 14:30 |
| Cruzeiro            | 0 - 0 | Ponte Preta         | Independência       | 8 de agosto | 20:30 |
| Vitória             | 2 - 1 | São Paulo           | Barradão            | 8 de agosto | 20:30 |
| Corinthians         | 3 - 2 | Botafogo - SP       | Pacaembú            | 8 de agosto | 20:30 |
| Grêmio              | 0 - 0 | Goiás               | Olímpico Monumental | 8 de agosto | 20:30 |
| Santa Cruz          | 1 - 2 | Internacional       | Arruda              | 8 de agosto | 20:30 |
| São Caetano         | 0 - 0 | Atlético Paranaense | Anacleto Campanella | 8 de agosto | 20:30 |
| Gama                | 1 - 1 | Santos              | Mané Garrincha      | 8 de agosto | 20:30 |
| Coritiba            | 1 - 0 | Vasco da Gama       | Couto Pereira       | 8 de agosto | 21:45 |
| Juventude           | 0 - 0 | Palmeiras           | Morumbí             | 8 de agosto | 21:45 |
| Guaraní de Campinas | 1 - 1 | Fluminense          | Brinco de Ouro      | 9 de agosto | 15:00 |
| Botafogo - RJ       | 3 - 2 | Bahía               | Maracanã            | 9 de agosto | 20:30 |
| América Mineiro     | 0 - 1 | Atlético Mineiro    | Independência       | 9 de agosto | 20:30 |
| Portuguesa          | 2 - 1 | Sport Recife        | do Canindé          | 9 de agosto | 20:30 |

| Vasco da Gama       | 1 - 1 | Juventude           | São Januário     | 11 de agosto | 14:30 |
| São Paulo           | 3 - 1 | Santa Cruz          | Morumbí          | 11 de agosto | 14:30 |
| Botafogo - SP       | 1 - 4 | Cruzeiro            | Santa Cruz       | 11 de agosto | 16:00 |
| Atlético Paranaense | 4 - 0 | Flamengo            | Arena da Baixada | 11 de agosto | 17:00 |
| Palmeiras           | 3 - 1 | América Mineiro     | Palestra Itália  | 12 de agosto | 14:30 |
| Santos              | 2 - 0 | Coritiba            | Vila Belmiro     | 12 de agosto | 16:00 |
| Paraná              | 3 - 1 | Corinthians         | Couto Pereira    | 12 de agosto | 16:00 |
| Ponte Preta         | 3 - 1 | Botafogo - RJ       | Moisés Lucarelli | 12 de agosto | 16:00 |
| Internacional       | 2 - 0 | Gama                | Beira-Río        | 12 de agosto | 16:00 |
| Fluminense          | 1 - 1 | Vitória             | Maracanã         | 12 de agosto | 16:00 |
| Goiás               | 0 - 0 | São Caetano         | Serra Dourada    | 12 de agosto | 17:00 |
| Atlético Mineiro    | 3 - 0 | Guaraní de Campinas | Independência    | 12 de agosto | 17:00 |
| Bahía               | 2 - 1 | Portuguesa          | Arena Fonte Nova | 12 de agosto | 17:00 |
| Sport Recife        | 2 - 1 | Grêmio              | Ilha do Retiro   | 12 de agosto | 17:00 |

| Corinthians         | 0 - 1 | Juventude        | Pacaembú            | 15 de agosto | 14:30 |
| Cruzeiro            | 0 - 3 | América Mineiro  | Independência       | 15 de agosto | 15:00 |
| Flamengo            | 2 - 1 | Sport Recife     | Maracanã            | 15 de agosto | 16:00 |
| Paraná              | 1 - 2 | Ponte Preta      | Durival Britto      | 15 de agosto | 16:00 |
| São Caetano         | 1 - 1 | Fluminense       | Anacleto Campanella | 15 de agosto | 16:00 |
| Vitória             | 1 - 0 | Vasco da Gama    | Barradão            | 15 de agosto | 18:00 |
| Santa Cruz          | 3 - 2 | Palmeiras        | Arruda              | 15 de agosto | 19:00 |
| Guaraní de Campinas | 1 - 2 | São Paulo        | Brinco de Ouro      | 16 de agosto | 15:00 |
| Gama                | 2 - 1 | Grêmio           | Mané Garrincha      | 16 de agosto | 20:30 |
| Portuguesa          | 1 - 0 | Coritiba         | do Canindé          | 16 de agosto | 20:30 |
| Botafogo - RJ       | 0 - 1 | Goiás            | Maracanã            | 16 de agosto | 20:30 |
| Internacional       | 2 - 0 | Bahía            | Beira-Río           | 16 de agosto | 20:30 |
| Atlético Paranaense | 1 - 0 | Atlético Mineiro | Arena da Baixada    | 16 de agosto | 20:30 |
| Botafogo - SP       | 0 - 1 | Santos           | Santa Cruz          | 16 de agosto | 20:30 |

| Palmeiras        | 3 - 1 | Paraná              | Palestra Itália     | 18 de agosto | 14:30 |
| Vasco da Gama    | 1 - 1 | Santa Cruz          | São Januário        | 18 de agosto | 15:00 |
| América Mineiro  | 0 - 1 | São Caetano         | Independência       | 18 de agosto | 16:00 |
| Atlético Mineiro | 2 - 0 | Botafogo - SP       | Independência       | 19 de agosto | 14:30 |
| São Paulo        | 2 - 1 | Atlético Paranaense | Morumbí             | 19 de agosto | 15:00 |
| Juventude        | 1 - 0 | Guaraní de Campinas | Alfredo Jaconi      | 19 de agosto | 15:00 |
| Bahía            | 0 - 2 | Flamengo            | Arena Fonte Nova    | 19 de agosto | 16:00 |
| Sport Recife     | 2 - 1 | Corinthians         | Ilha do Retiro      | 19 de agosto | 16:00 |
| Santos           | 0 - 0 | Botafogo - RJ       | Vila Belmiro        | 19 de agosto | 16:00 |
| Ponte Preta      | 2 - 1 | Portuguesa          | Moisés Lucarelli    | 19 de agosto | 16:00 |
| Fluminense       | 4 - 3 | Gama                | Maracanã            | 19 de agosto | 16:00 |
| Coritiba         | 3 - 2 | Cruzeiro            | Couto Pereira       | 19 de agosto | 16:00 |
| Goiás            | 0 - 1 | Internacional       | Serra Dourada       | 19 de agosto | 17:00 |
| Grêmio           | 0 - 0 | Vitória             | Olímpico Monumental | 19 de agosto | 17:00 |

| Palmeiras           | 3 - 2 | Goiás               | Palestra Itália     | 25 de agosto | 14:30 |
| Paraná              | 0 - 1 | Portuguesa          | Durival Britto      | 25 de agosto | 15:30 |
| Fluminense          | 3 - 2 | Santa Cruz          | Maracanã            | 25 de agosto | 16:00 |
| Vasco da Gama       | 4 - 0 | Atlético Paranaense | São Januário        | 26 de agosto | 14:30 |
| São Paulo           | 4 - 0 | Ponte Preta         | Morumbí             | 26 de agosto | 14:30 |
| Guaraní de Campinas | 2 - 2 | Internacional       | Brinco de Ouro      | 26 de agosto | 15:00 |
| Bahía               | 1 - 0 | Corinthians         | Arena Fonte Nova    | 26 de agosto | 16:00 |
| Coritiba            | 1 - 1 | São Caetano         | Couto Pereira       | 26 de agosto | 16:00 |
| Botafogo - SP       | 1 - 0 | Flamengo            | Santa Cruz          | 26 de agosto | 16:00 |
| Grêmio              | 3 - 1 | América Mineiro     | Olímpico Monumental | 26 de agosto | 16:00 |
| Gama                | 0 - 0 | Botafogo - RJ       | Mané Garrincha      | 26 de agosto | 16:00 |
| Santos              | 2 - 2 | Juventude           | Vila Belmiro        | 26 de agosto | 16:00 |
| Atlético Mineiro    | 3 - 0 | Vitória             | Independência       | 26 de agosto | 17:00 |
| Sport Recife        | 0 - 1 | Cruzeiro            | Ilha do Retiro      | 26 de agosto | 17:00 |

| Corinthians         | 2 - 2 | Gama                | Pacaembú            | 29 de agosto | 14:30 |
| Internacional       | 2 - 0 | Botafogo - SP       | Beira-Río           | 29 de agosto | 20:30 |
| Atlético Paranaense | 1 - 1 | Santos              | Arena da Baixada    | 29 de agosto | 20:30 |
| América Mineiro     | 1 - 1 | Vasco da Gama       | Independência       | 29 de agosto | 20:30 |
| Santa Cruz          | 1 - 1 | Atlético Mineiro    | Arruda              | 29 de agosto | 20:30 |
| Botafogo - RJ       | 3 - 1 | Sport Recife        | Maracanã            | 29 de agosto | 20:30 |
| Ponte Preta         | 3 - 2 | Grêmio              | Moisés Lucarelli    | 29 de agosto | 20:30 |
| São Caetano         | 4 - 1 | Paraná              | Anacleto Campanella | 29 de agosto | 20:30 |
| Vitória             | 1 - 3 | Palmeiras           | Barradão            | 29 de agosto | 20:30 |
| Goiás               | 2 - 0 | Fluminense          | Serra Dourada       | 29 de agosto | 21:45 |
| Juventude           | 3 - 3 | São Paulo           | Alfredo Jaconi      | 29 de agosto | 21:45 |
| Flamengo            | 0 - 1 | Coritiba            | Maracanã            | 30 de agosto | 16:00 |
| Portuguesa          | 1 - 2 | Guaraní de Campinas | do Canindé          | 30 de agosto | 20:30 |
| Cruzeiro            | 1 - 1 | Bahía               | Independência       | 30 de agosto | 20:30 |

| Palmeiras        | 2 - 0 | Atlético Paranaense | Palestra Itália     | 1 de septiembre | 15:00 |
| Paraná           | 3 - 0 | Internacional       | Durival Britto      | 1 de septiembre | 16:00 |
| Atlético Mineiro | 3 - 0 | Sport Recife        | Independência       | 1 de septiembre | 17:00 |
| Fluminense       | 2 - 1 | Juventude           | Boca do Jacaré      | 1 de septiembre | 17:00 |
| Vasco da Gama    | 2 - 2 | Botafogo - SP       | São Januário        | 2 de septiembre | 15:00 |
| São Paulo        | 0 - 1 | Bahía               | Morumbí             | 2 de septiembre | 15:00 |
| Santos           | 1 - 2 | Goiás               | Vila Belmiro        | 2 de septiembre | 15:00 |
| Gama             | 0 - 1 | Portuguesa          | Bezerrão            | 2 de septiembre | 16:00 |
| Santa Cruz       | 2 - 1 | Flamengo            | Arruda              | 2 de septiembre | 16:00 |
| Coritiba         | 2 - 3 | Botafogo - RJ       | Couto Pereira       | 2 de septiembre | 16:00 |
| Grêmio           | 1 - 0 | Guaraní de Campinas | Olímpico Monumental | 2 de septiembre | 16:00 |
| Ponte Preta      | 3 - 6 | São Caetano         | Moisés Lucarelli    | 2 de septiembre | 16:00 |
| América Mineiro  | 4 - 4 | Corinthians         | Independência       | 2 de septiembre | 16:00 |
| Vitória          | 2 - 2 | Cruzeiro            | Barradão            | 2 de septiembre | 17:00 |

| São Caetano | 1 - 0 | Palmeiras | Anacleto Campanella | 6 de septiembre | 20:30 |
| Flamengo    | 2 - 0 | Santos    | Boca do Jacaré      | 6 de septiembre | 20:30 |

| Corinthians         | 3 - 2 | Coritiba         | Pacaembú            | 8 de septiembre | 16:00 |
| Cruzeiro            | 4 - 1 | Santa Cruz       | Mineirão            | 8 de septiembre | 16:00 |
| Botafogo - RJ       | 0 - 2 | Paraná           | Maracanã            | 8 de septiembre | 17:00 |
| Guaraní de Campinas | 1 - 1 | Santos           | Brinco de Ouro      | 9 de septiembre | 15:00 |
| Juventude           | 1 - 2 | Grêmio           | Alfredo Jaconi      | 9 de septiembre | 15:00 |
| Atlético Paranaense | 1 - 2 | Fluminense       | Arena da Baixada    | 9 de septiembre | 16:00 |
| Goiás               | 2 - 3 | São Paulo        | Serra Dourada       | 9 de septiembre | 16:00 |
| Portuguesa          | 3 - 2 | Vitória          | do Canindé          | 9 de septiembre | 16:00 |
| São Caetano         | 3 - 2 | Gama             | Anacleto Campanella | 9 de septiembre | 16:00 |
| Sport Recife        | 3 - 3 | Vasco da Gama    | Ilha do Retiro      | 9 de septiembre | 16:00 |
| Botafogo - SP       | 0 - 1 | Palmeiras        | Santa Cruz          | 9 de septiembre | 16:00 |
| Internacional       | 2 - 2 | Ponte Preta      | Beira-Río           | 9 de septiembre | 16:00 |
| Flamengo            | 1 - 1 | América Mineiro  | Maracanã            | 9 de septiembre | 17:00 |
| Bahía               | 4 - 0 | Atlético Mineiro | Arena Fonte Nova    | 9 de septiembre | 17:00 |

| São Paulo           | 1 - 3 | Paraná          | Morumbí             | 15 de septiembre | 15:00 |
| Guaraní de Campinas | 2 - 0 | Cruzeiro        | Brinco de Ouro      | 15 de septiembre | 15:00 |
| Fluminense          | 2 - 0 | Ponte Preta     | Maracanã            | 15 de septiembre | 17:00 |
| Vitória             | 2 - 0 | Internacional   | Barradão            | 15 de septiembre | 17:00 |
| Vasco da Gama       | 0 - 1 | Bahía           | São Januário        | 16 de septiembre | 15:00 |
| Palmeiras           | 3 - 0 | Sport Recife    | Palestra Itália     | 16 de septiembre | 15:00 |
| Santos              | 3 - 0 | América Mineiro | Vila Belmiro        | 16 de septiembre | 15:00 |
| Goiás               | 2 - 3 | Corinthians     | Serra Dourada       | 16 de septiembre | 16:00 |
| Botafogo - SP       | 0 - 2 | Botafogo - RJ   | Santa Cruz          | 16 de septiembre | 16:00 |
| Atlético Paranaense | 3 - 1 | Portuguesa      | Arena da Baixada    | 16 de septiembre | 16:00 |
| Grêmio              | 2 - 0 | Coritiba        | Olímpico Monumental | 16 de septiembre | 16:00 |
| Juventude           | 1 - 1 | Flamengo        | Alfredo Jaconi      | 16 de septiembre | 16:00 |
| Atlético Mineiro    | 2 - 1 | Gama            | Independência       | 16 de septiembre | 17:00 |
| Santa Cruz          | 0 - 1 | São Caetano     | Arruda              | 16 de septiembre | 17:00 |

| Botafogo - RJ   | 0 - 2 | Guaraní de Campinas | Maracanã            | 19 de septiembre | 20:30 |
| São Caetano     | 0 - 1 | Botafogo - SP       | Anacleto Campanella | 19 de septiembre | 20:30 |
| Cruzeiro        | 1 - 2 | Goiás               | Mineirão            | 19 de septiembre | 20:30 |
| Internacional   | 4 - 4 | Atlético Paranaense | Beira-Río           | 19 de septiembre | 20:30 |
| Sport Recife    | 0 - 2 | Santos              | Ilha do Retiro      | 19 de septiembre | 20:30 |
| Ponte Preta     | 4 - 3 | Atlético Mineiro    | Moisés Lucarelli    | 19 de septiembre | 20:30 |
| Corinthians     | 2 - 2 | Santa Cruz          | Pacaembú            | 19 de septiembre | 20:30 |
| Paraná          | 2 - 0 | Vasco da Gama       | Durival Britto      | 19 de septiembre | 21:45 |
| Gama            | 1 - 1 | Palmeiras           | Mané Garrincha      | 19 de septiembre | 21:45 |
| Portuguesa      | 1 - 2 | Juventude           | do Canindé          | 20 de septiembre | 20:30 |
| Bahía           | 1 - 1 | Grêmio              | Arena Fonte Nova    | 20 de septiembre | 20:30 |
| Flamengo        | 1 - 1 | Vitória             | Boca do Jacaré      | 20 de septiembre | 20:30 |
| Coritiba        | 0 - 1 | São Paulo           | Couto Pereira       | 20 de septiembre | 20:30 |
| América Mineiro | 1 - 0 | Fluminense          | Independência       | 20 de septiembre | 20:30 |

| Vasco da Gama       | 2 - 1 | Goiás           | São Januário     | 22 de septiembre | 15:00 |
| Palmeiras           | 0 - 2 | Ponte Preta     | Palestra Itália  | 22 de septiembre | 15:00 |
| Gama                | 1 - 1 | Cruzeiro        | Mané Garrincha   | 22 de septiembre | 16:00 |
| São Paulo           | 4 - 1 | América Mineiro | Morumbí          | 23 de septiembre | 15:00 |
| Botafogo - SP       | 1 - 2 | Grêmio          | Santa Cruz       | 23 de septiembre | 15:00 |
| Juventude           | 0 - 3 | São Caetano     | Alfredo Jaconi   | 23 de septiembre | 15:00 |
| Santos              | 5 - 1 | Bahía           | Vila Belmiro     | 23 de septiembre | 15:00 |
| Fluminense          | 3 - 1 | Coritiba        | Maracanã         | 23 de septiembre | 16:00 |
| Internacional       | 2 - 0 | Sport Recife    | Beira-Río        | 23 de septiembre | 16:00 |
| Atlético Paranaense | 3 - 2 | Corinthians     | Arena da Baixada | 23 de septiembre | 16:00 |
| Guaraní de Campinas | 1 - 3 | Flamengo        | Brinco de Ouro   | 23 de septiembre | 16:00 |
| Vitória             | 3 - 1 | Botafogo - RJ   | Barradão         | 23 de septiembre | 16:00 |
| Atlético Mineiro    | 4 - 0 | Paraná          | Independência    | 23 de septiembre | 17:00 |
| Santa Cruz          | 0 - 0 | Portuguesa      | Arruda           | 23 de septiembre | 17:00 |

| Paraná          | 1 - 0 | Santos              | Durival Britto      | 29 de septiembre | 15:30 |
| América Mineiro | 0 - 2 | Internacional       | Independência       | 29 de septiembre | 16:00 |
| Portuguesa      | 1 - 0 | Botafogo - SP       | do Canindé          | 29 de septiembre | 16:00 |
| Botafogo - RJ   | 1 - 3 | Atlético Paranense  | Maracanã            | 29 de septiembre | 16:00 |
| Corinthians     | 0 - 3 | Guaraní de Campinas | Pacaembú            | 23 de septiembre | 16:00 |
| Sport Recife    | 1 - 0 | São Paulo           | Ilha do Retiro      | 23 de septiembre | 16:00 |
| Ponte Preta     | 2 - 2 | Vasco da Gama       | Moisés Lucarelli    | 23 de septiembre | 16:00 |
| São Caetano     | 0 - 2 | Vitória             | Anacleto Campanella | 23 de septiembre | 16:00 |
| Cruzeiro        | 3 - 0 | Juventude           | Mineirão            | 23 de septiembre | 16:30 |
| Flamengo        | 1 - 2 | Gama                | Maracanã            | 23 de septiembre | 17:00 |
| Coritiba        | 4 - 1 | Palmeiras           | Couto Pereira       | 23 de septiembre | 17:00 |
| Bahía           | 1 - 1 | Fluminense          | Arena Fonte Nova    | 23 de septiembre | 17:00 |
| Goiás           | 1 - 2 | Atlético Mineiro    | Serra Dourada       | 23 de septiembre | 17:00 |
| Grêmio          | 1 - 0 | Santa Cruz          | Olímpico Monumental | 18 de octubre    | 21:00 |

| Paraná           | 1 - 2 | América Mineiro     | Durival Britto      | 2 de octubre | 20:30 |
| Portuguesa       | 3 - 0 | Internacional       | do Canindé          | 2 de octubre | 20:30 |
| Corinthians      | 4 - 2 | Palmeiras           | Morumbí             | 3 de octubre | 15:00 |
| Vasco da Gama    | 3 - 0 | Cruzeiro            | São Januário        | 3 de octubre | 15:00 |
| Vitória          | 1 - 0 | Sport Recife        | Barradão            | 3 de octubre | 20:30 |
| Botafogo - SP    | 1 - 1 | Guaraní de Campinas | Santa Cruz          | 3 de octubre | 20:30 |
| Atlético Mineiro | 4 - 0 | Botafogo - RJ       | Independência       | 3 de octubre | 20:30 |
| Coritiba         | 1 - 1 | Juventude           | Couto Pereira       | 3 de octubre | 20:30 |
| Santa Cruz       | 1 - 5 | Atlético Paranaense | Arruda              | 3 de octubre | 20:30 |
| Ponte Preta      | 1 - 1 | Gama                | Moisés Lucarelli    | 3 de octubre | 20:30 |
| Grêmio           | 1 - 1 | Fluminense          | Olímpico Monumental | 3 de octubre | 21:45 |
| Santos           | 1 - 0 | São Paulo           | Vila Belmiro        | 3 de octubre | 21:45 |
| Goiás            | 3 - 0 | Bahía               | Serra Dourada       | 3 de octubre | 21:45 |

| Guaraní de Campinas | 1 - 0 | Goiás            | Brinco de Ouro         | 6 de octubre | 15:00 |
| Juventude           | 0 - 2 | Botafogo - SP    | Alfredo Jaconi         | 6 de octubre | 15:00 |
| São Paulo           | 0 - 1 | Palmeiras        | Morumbí                | 6 de octubre | 15:00 |
| Vasco da Gama       | 5 - 1 | Flamengo         | Maracanã               | 6 de octubre | 16:00 |
| Gama                | 1 - 1 | Vitória          | Mané Garrincha         | 6 de octubre | 16:00 |
| Botafogo - RJ       | 1 - 2 | Fluminense       | Municipal Juiz de Fora | 6 de octubre | 16:00 |
| Cruzeiro            | 2 - 2 | Atlético Mineiro | Mineirão               | 6 de octubre | 16:00 |
| América Mineiro     | 1 - 4 | Ponte Preta      | Independência          | 6 de octubre | 16:00 |
| Atlético Paranaense | 1 - 1 | Paraná           | Arena da Baixada       | 6 de octubre | 16:00 |
| Santos              | 1 - 2 | São Caetano      | Vila Belmiro           | 6 de octubre | 16:00 |
| Corinthians         | 3 - 1 | Portuguesa       | Major Levy Sobrinho    | 6 de octubre | 16:00 |
| Grêmio              | 1 - 0 | Internacional    | Olímpico Monumental    | 6 de octubre | 17:00 |
| Sport Recife        | 1 - 1 | Coritiba         | Ilha do Retiro         | 6 de octubre | 17:00 |
| Bahía               | 2 - 1 | Santa Cruz       | Arena Fonte Nova       | 6 de octubre | 20:00 |

| América Mineiro | 2 - 0 | Gama                | Mineirão            | 9 de octubre  | 20:30 |
| Palmeiras       | 2 - 1 | Santos              | Palestra Itália     | 10 de octubre | 15:00 |
| Botafogo - RJ   | 2 - 2 | Flamengo            | Maracanã            | 10 de octubre | 20:30 |
| Juventude       | 2 - 2 | Bahía               | Alfredo Jaconi      | 10 de octubre | 20:30 |
| Coritiba        | 0 - 0 | Botafogo - SP       | Couto Pereira       | 10 de octubre | 20:30 |
| Santa Cruz      | 3 - 2 | Paraná              | Arruda              | 10 de octubre | 20:30 |
| São Caetano     | 2 - 0 | Portuguesa          | Anacleto Campanella | 10 de octubre | 20:30 |
| Ponte Preta     | 1 - 5 | Atlético Paranaense | Moisés Lucarelli    | 10 de octubre | 20:30 |
| Goiás           | 2 - 3 | Sport Recife        | Serra Dourada       | 10 de octubre | 20:30 |
| Vitória         | 4 - 1 | Guaraní de Campinas | Barradão            | 10 de octubre | 20:30 |
| Internacional   | 2 - 0 | Vasco da Gama       | Beira-Río           | 10 de octubre | 21:45 |
| Cruzeiro        | 1 - 0 | Corinthians         | Olímpico Monumental | 10 de octubre | 21:45 |
| São Paulo       | 1 - 1 | Grêmio              | Morumbí             | 11 de octubre | 15:00 |
| Fluminense      | 3 - 2 | Atlético Mineiro    | Maracanã            | 11 de octubre | 20:30 |

| Paraná              | 2 - 1 | Vitória         | Durival Britto      | 13 de octubre | 15:30 |
| Vasco da Gama       | 3 - 1 | Botafogo - RJ   | Maracanã            | 13 de octubre | 16:00 |
| Portuguesa          | 2 - 0 | Palmeiras       | Canindé             | 13 de octubre | 16:00 |
| Gama                | 2 - 0 | Santa Cruz      | Bezerrão            | 13 de octubre | 16:00 |
| Fluminense          | 1 - 1 | São Paulo       | São Januário        | 13 de octubre | 16:00 |
| São Caetano         | 3 - 1 | Internacional   | Anacleto Campanella | 13 de octubre | 16:00 |
| Corinthians         | 1 - 2 | Flamengo        | Morumbí             | 13 de octubre | 16:00 |
| Guaraní de Campinas | 1 - 0 | Coritiba        | Brinco de Ouro      | 13 de octubre | 16:00 |
| Grêmio              | 2 - 0 | Cruzeiro        | Olímpico Monumental | 13 de octubre | 16:00 |
| Atlético Mineiro    | 0 - 1 | Santos          | Mineirão            | 13 de octubre | 16:00 |
| Atlético Paranaense | 3 - 2 | América Mineiro | Arena da Baixada    | 13 de octubre | 17:00 |
| Sport Recife        | 1 - 1 | Juventude       | Ilha do Retiro      | 13 de octubre | 17:00 |
| Bahía               | 3 - 2 | Ponte Preta     | Arena Fonte Nova    | 13 de octubre | 17:00 |
| Botafogo - SP       | 0 - 0 | Goiás           | Santa Cruz          | 13 de octubre | 17:00 |

| América Mineiro | 2 - 2 | Botafogo - SP       | Mineirão          | 20 de octubre | 16:00 |
| Vasco da Gama   | 1 - 2 | São Caetano         | São Januário      | 20 de octubre | 16:00 |
| São Paulo       | 1 - 0 | Portuguesa          | Benedito Teixeira | 21 de octubre | 16:00 |
| Corinthians     | 1 - 2 | Grêmio              | Morumbí           | 21 de octubre | 16:00 |
| Flamengo        | 1 - 2 | Atlético Mineiro    | Boca do Jacaré    | 21 de octubre | 16:00 |
| Cruzeiro        | 1 - 0 | Fluminense          | Mineirão          | 21 de octubre | 16:00 |
| Juventude       | 1 - 1 | Paraná              | Alfredo Jaconi    | 21 de octubre | 16:00 |
| Ponte Preta     | 1 - 1 | Guaraní de Campinas | Moisés Lucarelli  | 21 de octubre | 16:00 |
| Internacional   | 2 - 2 | Botafogo - RJ       | Beira-Río         | 21 de octubre | 16:00 |
| Sport Recife    | 1 - 2 | Santa Cruz          | Ilha do Retiro    | 21 de octubre | 17:00 |
| Vitória         | 1 - 1 | Bahía               | Arena Fonte Nova  | 21 de octubre | 17:00 |
| Goiás           | 2 - 0 | Gama                | Serra Dourada     | 21 de octubre | 17:00 |
| Coritiba        | 0 - 0 | Atlético Paranaense | Couto Pereira     | 21 de octubre | 17:00 |

| São Paulo           | 0 - 0 | São Caetano         | Morumbí             | 27 de octubre | 16:00 |
| Paraná              | 0 - 1 | Sport Recife        | Durival Britto      | 27 de octubre | 16:00 |
| Botafogo - RJ       | 3 - 0 | Cruzeiro            | Boca do Jacaré      | 28 de octubre | 16:00 |
| Palmeiras           | 1 - 2 | Internacional       | Palestra Itália     | 28 de octubre | 16:00 |
| Grêmio              | 2 - 0 | Flamengo            | Olímpico Monumental | 28 de octubre | 16:00 |
| Santos              | 0 - 2 | Corinthians         | Vila Belmiro        | 28 de octubre | 16:00 |
| Guaraní de Campinas | 2 - 1 | Bahía               | Brinco de Ouro      | 28 de octubre | 16:00 |
| Atlético Mineiro    | 1 - 0 | Portuguesa          | Mineirão            | 28 de octubre | 16:00 |
| Vasco da Gama       | 2 - 2 | Fluminense          | Maracanã            | 28 de octubre | 17:00 |
| Vitória             | 1 - 0 | América Mineiro     | Barradão            | 28 de octubre | 17:00 |
| Coritiba            | 1 - 0 | Gama                | Couto Pereira       | 28 de octubre | 17:00 |
| Goiás               | 2 - 1 | Juventude           | Serra Dourada       | 28 de octubre | 17:00 |
| Botafogo - SP       | 0 - 2 | Atlético Paranaense | Santa Cruz          | 28 de octubre | 17:00 |
| Santa Cruz          | 1 - 3 | Ponte Preta         | Arruda              | 28 de octubre | 17:00 |

| São Paulo           | 1 - 1 | Corinthians         | Benedito Teixeira | 3 de noviembre | 16:00 |
| Gama                | 3 - 2 | Paraná              | Mané Garrincha    | 3 de noviembre | 16:00 |
| América Mineiro     | 1 - 2 | Coritiba            | Mineirão          | 3 de noviembre | 16:00 |
| Flamengo            | 0 - 1 | Fluminense          | Maracanã          | 3 de noviembre | 17:00 |
| Juventude           | 2 - 0 | Santa Cruz          | Alfredo Jaconi    | 4 de noviembre | 16:00 |
| Portuguesa          | 5 - 4 | Vasco da Gama       | do Canindé        | 4 de noviembre | 16:00 |
| Internacional       | 1 - 0 | Atlético Mineiro    | Beira-Río         | 4 de noviembre | 16:00 |
| Santos              | 4 - 2 | Grêmio              | Vila Belmiro      | 4 de noviembre | 16:00 |
| Botafogo - RJ       | 3 - 1 | Palmeiras           | Serejão           | 4 de noviembre | 16:00 |
| Cruzeiro            | 1 - 0 | São Caetano         | Mineirão          | 4 de noviembre | 17:00 |
| Atlético Paranaense | 2 - 1 | Goiás               | Arena da Baixada  | 4 de noviembre | 17:00 |
| Sport Recife        | 0 - 1 | Guaraní de Campinas | Ilha do Retiro    | 4 de noviembre | 17:00 |
| Ponte Preta         | 5 - 2 | Vitória             | Moisés Lucarelli  | 4 de noviembre | 17:00 |
| Bahía               | 1 - 0 | Botafogo - SP       | Arena Fonte Nova  | 4 de noviembre | 17:00 |

| Botafogo - RJ       | 1 - 3 | Grêmio              | Maracanã            | 7 de noviembre | 16:00 |
| Palmeiras           | 2 - 6 | Fluminense          | Palestra Itália     | 7 de noviembre | 16:00 |
| Gama                | 5 - 0 | Guaraní de Campinas | Mané Garrincha      | 7 de noviembre | 18:00 |
| América Mineiro     | 3 - 1 | Sport Recife        | Mineirão            | 7 de noviembre | 18:00 |
| Vitória             | 0 - 0 | Juventude           | Barradão            | 7 de noviembre | 18:00 |
| Atlético Paranaense | 6 - 3 | Bahía               | Arena da Baixada    | 7 de noviembre | 18:00 |
| Internacional       | 1 - 4 | São Paulo           | Beira-Río           | 7 de noviembre | 18:00 |
| Vasco da Gama       | 1 - 0 | Corinthians         | São Januário        | 8 de noviembre | 16:00 |
| Paraná              | 1 - 1 | Coritiba            | Durival Britto      | 8 de noviembre | 20:30 |
| São Caetano         | 5 - 2 | Atlético Mineiro    | Anacleto Campanella | 8 de noviembre | 20:30 |
| Portuguesa          | 0 - 0 | Santos              | do Canindé          | 8 de noviembre | 20:30 |
| Santa Cruz          | 3 - 2 | Goiás               | Arruda              | 8 de noviembre | 20:30 |
| Ponte Preta         | 3 - 3 | Botafogo - SP       | Moisés Lucarelli    | 8 de noviembre | 20:30 |
| Cruzeiro            | 0 - 1 | Flamengo            | Mineirão            | 8 de noviembre | 20:30 |

| São Paulo           | 3 - 1 | Botafogo - RJ       | Morumbí             | 10 de noviembre | 16:00 |
| Juventude           | 2 - 0 | Atlético Paranaense | Alfredo Jaconi      | 10 de noviembre | 16:00 |
| Fluminense          | 0 - 1 | Internacional       | Maracanã            | 10 de noviembre | 17:00 |
| Sport Recife        | 1 - 2 | Gama                | Ilha do Retiro      | 10 de noviembre | 17:00 |
| Corinthians         | 0 - 1 | São Caetano         | Pacaembú            | 11 de noviembre | 16:00 |
| Santos              | 4 - 2 | Cruzeiro            | Vila Belmiro        | 11 de noviembre | 16:00 |
| Grêmio              | 3 - 0 | Palmeiras           | Olímpico Monumental | 11 de noviembre | 16:00 |
| Guaraní de Campinas | 0 - 2 | América Mineiro     | Brinco de Ouro      | 11 de noviembre | 16:00 |
| Atlético Mineiro    | 2 - 1 | Vasco da Gama       | Mineirão            | 11 de noviembre | 16:00 |
| Flamengo            | 0 - 2 | Portuguesa          | Maracanã            | 11 de noviembre | 16:00 |
| Coritiba            | 2 - 0 | Vitória             | Couto Pereira       | 11 de noviembre | 17:00 |
| Bahía               | 3 - 0 | Paraná              | Arena Fonte Nova    | 11 de noviembre | 17:00 |
| Goiás               | 2 - 1 | Ponte Preta         | Serra Dourada       | 11 de noviembre | 17:00 |
| Botafogo - SP       | 1 - 0 | Santa Cruz          | Santa Cruz          | 11 de noviembre | 17:00 |

## Fase final
|  | Cuartos de final    | Cuartos de final    |                     |   | Semifinales    | Semifinales    |  |  | Final                | Final                | Final                |
|  | 5 de diciembre      | 5 de diciembre      |                     |   | 9 de diciembre | 9 de diciembre |  |  | 16 y 23 de diciembre | 16 y 23 de diciembre | 16 y 23 de diciembre |
|  |                     |                     |                     |   |                |                |  |  |                      |                      |                      |
|  |                     |                     |                     |   |                |                |  |  |                      |                      |                      |
|  |                     |                     |                     |   |                |                |  |  |                      |                      |                      |
|  | São Caetano         | 0                   |                     |   |                |                |  |  |                      |                      |                      |
|  | São Caetano         | 0                   |                     |   |                |                |  |  |                      |                      |                      |
|  | Bahia               | 0                   |                     |   |                |                |  |  |                      |                      |                      |
|  | Bahia               | 0                   | São Caetano         | 2 |                |                |  |  |                      |                      |                      |
|  |                     |                     | São Caetano         | 2 |                |                |  |  |                      |                      |                      |
|  |                     | Atlético Mineiro    | 1                   |   |                |                |  |  |                      |                      |                      |
|  | Atlético Mineiro    | Atlético Mineiro    | 1                   | 3 |                |                |  |  |                      |                      |                      |
|  | Atlético Mineiro    |                     |                     | 3 |                |                |  |  |                      |                      |                      |
|  | Grêmio              | 0                   |                     |   |                |                |  |  |                      |                      |                      |
|  | Grêmio              | 0                   | São Caetano         | 2 | 0              |                |  |  |                      |                      |                      |
|  |                     |                     | São Caetano         | 2 | 0              |                |  |  |                      |                      |                      |
|  |                     | Atlético Paranaense | 4                   | 1 |                |                |  |  |                      |                      |                      |
|  | Atlético Paranaense | Atlético Paranaense | 4                   | 1 | 2              |                |  |  |                      |                      |                      |
|  | Atlético Paranaense |                     |                     |   |                |                |  |  |                      |                      |                      |
|  | São Paulo           | 1                   |                     |   |                |                |  |  |                      |                      |                      |
|  | São Paulo           | 1                   | Atlético Paranaense | 3 |                |                |  |  |                      |                      |                      |
|  |                     |                     | Atlético Paranaense | 3 |                |                |  |  |                      |                      |                      |
|  |                     | Fluminense          | 2                   |   |                |                |  |  |                      |                      |                      |
|  | Fluminense          | Fluminense          | 2                   | 3 |                |                |  |  |                      |                      |                      |
|  | Fluminense          |                     |                     | 3 |                |                |  |  |                      |                      |                      |
|  | Ponte Preta         | 2                   |                     |   |                |                |  |  |                      |                      |                      |
|  | Ponte Preta         | 2                   |                     |   |                |                |  |  |                      |                      |                      |

### Final
| 16 de diciembre de 2001 | Atlético Paranaense                           | 4 - 2 | São Caetano                    | Arena da Baixada, Curitiba                                       |                                                                  |
|                         | Ilan 4' · Alex Mineiro 55', 80' (pen.), 90+2' |       | Mancini 31' · Marcos Paulo 53' | Asistencia: 31,740 espectadores Árbitro(s): Carlos Eugênio Simon | Asistencia: 31,740 espectadores Árbitro(s): Carlos Eugênio Simon |

| 23 de diciembre de 2001 | São Caetano | 0 - 1 | Atlético Paranaense | Estadio Anacleto Campanella, São Caetano do Sul                  |                                                                  |
|                         |             |       | Alex Mineiro 67'    | Asistencia: 20,000 espectadores Árbitro(s): Carlos Eugênio Simon | Asistencia: 20,000 espectadores Árbitro(s): Carlos Eugênio Simon |

|                                         |
| Bandera del estado de Paraná            |
| Campeón Atlético Paranaense 1.er título |

- Atlético Paranaense y São Caetano, campeón y subcampeón respectivamente, clasifican a Copa Libertadores 2002.

- Grêmio clasificó a Copa Libertadores 2002 por ser campeón de la Copa de Brasil 2001 y Flamengo por ser campeón de la Copa de Campeones de Brasil 2001.

## Goleadores
| Pos. | Jugador          | Club                | Goles |
| ---- | ---------------- | ------------------- | ----- |
| 1    | Romário          | Vasco da Gama       | 21    |
| 2    | Washington       | Ponte Preta         | 18    |
| 3    | Alex Mineiro     | Atlético Paranaense | 17    |
| 3    | Kléber Pereira   | Atlético Paranaense | 17    |
| 5    | Marques          | Atlético Mineiro    | 16    |
| 6    | Magrão           | Sao Caetano         | 14    |
| 6    | Ricardo Oliveira | Portuguesa          | 14    |
| 8    | França           | Sao Paulo           | 13    |
| 9    | Kaká             | Sao Paulo           | 12    |
| 9    | Lindomar         | Gama                | 12    |
| 9    | Luizinho Vieira  | Santa Cruz          | 12    |
| 9    | Viola            | Santos              | 12    |

## Serie B
- Tabla final acumulada.
| Pos | Equipo                 | Pts | PJ | PG | PE | PP | GF | GC | Dif |
| --- | ---------------------- | --- | -- | -- | -- | -- | -- | -- | --- |
| 1   | Paysandu Belém         | 58  | 34 | 14 | 16 | 4  | 60 | 36 | +24 |
| 2.  | Figueirense            | 51  | 34 | 16 | 6  | 12 | 60 | 48 | +12 |
| 3.  | Caxias                 | 55  | 34 | 15 | 10 | 9  | 53 | 45 | +8  |
| 4.  | Avaí                   | 54  | 34 | 15 | 9  | 10 | 49 | 46 | +3  |
| 5.  | Náutico Recife         | 44  | 28 | 13 | 5  | 10 | 47 | 41 | +6  |
| 6.  | CRB Alagoas            | 44  | 28 | 13 | 5  | 10 | 38 | 39 | -1  |
| 7.  | União São João         | 43  | 28 | 11 | 10 | 7  | 45 | 31 | +14 |
| 8.  | Ceará                  | 41  | 28 | 12 | 5  | 11 | 52 | 41 | +11 |
| 9.  | Joinville              | 41  | 26 | 11 | 8  | 7  | 39 | 26 | +13 |
| 10. | Fortaleza              | 40  | 26 | 11 | 7  | 8  | 40 | 24 | +16 |
| 11. | São Raimundo           | 38  | 26 | 11 | 5  | 10 | 36 | 37 | -1  |
| 12. | América de Natal       | 38  | 26 | 9  | 11 | 6  | 32 | 30 | +2  |
| 13. | Vila Nova              | 37  | 26 | 12 | 1  | 13 | 43 | 44 | -1  |
| 14. | Americano              | 37  | 26 | 11 | 4  | 11 | 32 | 36 | -4  |
| 15. | Londrina               | 37  | 26 | 10 | 7  | 9  | 45 | 36 | +9  |
| 16. | Bragantino             | 35  | 26 | 11 | 2  | 13 | 40 | 43 | -3  |
| 17. | Anapolina              | 34  | 26 | 10 | 4  | 12 | 45 | 47 | -2  |
| 18. | XV de Piracicaba       | 33  | 26 | 12 | 2  | 12 | 39 | 45 | -6  |
| 19. | Remo                   | 32  | 26 | 9  | 5  | 12 | 33 | 39 | -6  |
| 20. | Sampaio Corrêa         | 32  | 26 | 9  | 5  | 12 | 32 | 42 | -10 |
| 21. | Malutrom               | 35  | 28 | 10 | 5  | 13 | 34 | 38 | -4  |
| 22. | Criciúma               | 34  | 28 | 9  | 7  | 12 | 38 | 41 | -3  |
| 23. | Sergipe                | 33  | 28 | 8  | 9  | 11 | 39 | 44 | -5  |
| 24. | Tuna Luso Brasileira   | 33  | 28 | 9  | 6  | 13 | 37 | 47 | -10 |
| 25. | ABC Natal              | 29  | 26 | 7  | 8  | 11 | 33 | 41 | -8  |
| 26. | Desportiva Ferroviária | 29  | 26 | 8  | 5  | 13 | 26 | 48 | -22 |
| 27. | Nacional-AM            | 25  | 26 | 6  | 7  | 13 | 30 | 47 | -17 |
| 28. | Serra                  | 24  | 26 | 6  | 6  | 14 | 33 | 49 | -16 |

|  |                                                        |
|  | Equipos ascendidos a Serie A                           |
|  | Equipos descendidos al Campeonato Brasileño de Serie C |